# FCAPS
FCAPS é o modelo de rede de gerenciamento de telecomunicações ISO para gerenciamento de rede. FCAPS é um acrônimo para falha, configuração, contabilidade, desempenho, segurança, as categorias nas quais o modelo ISO define tarefas de gerenciamento de rede. A contabilidade, as vezes, é substituída por administração em organizações sem relação à faturamento.

## Contexto
A ISO, sob a direção do grupo OSI, criou um modelo de gerenciamento de rede como o principal meio para entender as principais funções do gerenciamento de rede. O modelo em questão é chamado de modelo de gerenciamento de rede OSI ou modelo de gerenciamento de rede ISO, de modo que o nome completo poderia ser o modelo de gerenciamento de rede OSI/ISO.
O gerenciamento completo da infraestrutura de tecnologia da informação (TI) de uma organização é um requisito fundamental. Funcionários e clientes dependem de serviços de TI onde a disponibilidade e o desempenho são essenciais e os problemas devem ser identificados e resolvidos rapidamente. O tempo médio de reparo (MTTR) deve ser o menor possível para minimizar a indisponibilidade do sistema com risco de perda de receita ou vidas.

## História
No início da década de 1980, o termo FCAPS foi introduzido nos primeiros esboços de trabalho (N1719) da ISO 10040, o padrão da visão geral de gerenciamento de sistemas (SMO) de interconexão de sistemas abertos (OSI). Naquela época, a intenção era definir cinco padrões de protocolo separados, um para cada área funcional. Como as experiências iniciais mostraram que esses protocolos se tornariam muito semelhantes, o grupo de trabalho ISO responsável pelo desenvolvimento desses protocolos (ISO/TC97/SC16/WG4, posteriormente renomeado para ISO-IEC/JTC1/SC21/WG4) decidiu criar um único protocolo para todas as cinco áreas. Esse protocolo é chamado de protocolo comum de informações de gerenciamento (CMIP). Na década de 1990, o ITU-T, como parte de seu trabalho na Rede de Gerenciamento de Telecomunicações (TMN), refinou o FCAPS como parte da recomendação TMN sobre Funções de Gerenciamento (M.3400).

## Gerenciamento de falhas
O objetivo do gerenciamento de falhas é reconhecer, isolar, corrigir e registrar falhas que ocorrem na rede. Além disso, usa análise de tendências para prever erros para realizar manutenção preditiva, garantindo a disponibilidade da rede. Isso pode ser estabelecido monitorando comportamento anômalo na rede.
Quando ocorre uma falha ou evento, um componente de rede geralmente envia uma notificação ao operador de rede usando um protocolo, como SNMP (como WhatsUp Gold, Telcomanager SLAview, HP OpenView ou Sun Solstice–anteriormente Net Manager), para coletar informações sobre dispositivos de rede ou, pelo menos, escrever uma mensagem em seu console para um servidor de console capturar e registrar a mensagem. Por sua vez, a estação de gerenciamento pode ser configurada para alertar um administrador de rede sobre problemas (por e-mail, SMS ou mensagens na tela), permitindo que as ações apropriadas sejam tomadas. Essa notificação pode acionar atividades manuais ou automáticas. Por exemplo, a coleta de mais dados para identificar a natureza e a gravidade do problema ou ativar os equipamentos de backup.
Os registros de falhas são usadas para gerar estatísticas para determinar o nível de serviço fornecido de ativos de rede individuais, sub-redes ou toda a rede. Eles também são usados para determinar componentes de rede aparentemente frágeis que requerem mais atenção. Os erros ocorrem principalmente nas áreas de gerenciamento de falhas e de configuração.
Os elementos de rede produzem alarmes (também conhecidos como "trap") monitorados por um sistema de gerenciamento de falhas. Esta função é conhecida como vigilância de alarme. Os sistemas de gerenciamento de falhas incluem HP Network Node Manager i, IBM Tivoli, EMC Smarts, Telcomanager SLAview, CA Spectrum, NetIQ, TTI Telecom Netrac, Objective Systems Integrators NETeXPERT, opEvents by Opmantek, Centina's vSure, Infosim StableNet, iReveal, ERAMON etc. Também estão disponíveis ferramentas de isolamento de falhas como Delphi, que são basicamente usadas para isolar a falha em qualquer rede de telecomunicações. Um sistema de gerenciamento de falhas geralmente é o principal recurso de um centro de operações de rede, também conhecido como NOC.

## Gerenciamento de configurações
Os objetivos do gerenciamento de configuração incluem:
- coletar e armazenar configurações de dispositivos de rede (local ou remotamente).
- simplificar a configuração do dispositivo
- registrar as alterações feitas na configuração
- configurar (provisionar) circuitos ou caminhos por redes não comutadas
- planejar expansão futura e dimensionamento da rede

O gerenciamento de configuração preocupa-se com o monitoramento das informações de configuração do sistema e com quaisquer alterações que ocorram. Essa área é especialmente importante, pois muitos problemas de rede surgem como resultado direto de alterações feitas em arquivos de configuração, versões de software atualizadas ou alterações no hardware do sistema. Uma estratégia adequada de gerenciamento de configuração envolve o rastreamento de todas as alterações feitas no hardware e no software da rede. Os exemplos incluem alterar a configuração em execução de um dispositivo, atualizar a versão do sistema operacional de um roteador ou switch, ou adicionar uma nova placa de interface modular. Embora seja possível rastrear essas alterações manualmente, uma abordagem mais comum é coletar essas informações usando um software de gerenciamento de configuração, como CiscoWorks 2000, Telcomanager CFGtool, HP Network Automation e ERAMON. Opmantek e WhatsUp Gold usam Protocolo de Gerenciamento de Rede Simples (SNMP) e Instrumentação de Gerenciamento do Windows para coletar informações de gerenciamento de desempenho de aplicativos, gerenciamento de configuração e gerenciamento de infraestrutura.

## Gerenciamento de contabilidade
O gerenciamento de contabilidade preocupa-se com o rastreamento de informações de utilização da rede, de modo que usuários individuais, departamentos ou unidades de negócios possam ser devidamente faturados, ou cobrados para fins contábeis. Embora isso possa não ser aplicável a todas as empresas, em muitas organizações maiores, o departamento de TI é considerado um centro de custo que acumula receitas conforme a utilização de recursos por departamentos individuais ou unidades de negócios. Para redes não faturadas, "administração" substitui "contabilidade". Os objetivos da administração são administrar o conjunto de usuários autorizados, estabelecendo usuários, senhas e permissões, e administrar as operações do equipamento, como por meio de backup e sincronização de software.
A contabilidade é muitas vezes referida como gerenciamento de cobrança. Usando as estatísticas, os usuários podem ser cobrados e as cotas de uso podem ser impostas. Estes podem ser por uso de disco, utilização de link, tempo de CPU, etc.

## Gestão de desempenho
A gestão de desempenho está focado em garantir que o desempenho da rede permaneça em níveis aceitáveis. Permite ao gestor preparar a rede para o futuro, bem como determinar a eficiência da rede atual, por exemplo, em relação aos investimentos feitos para a sua instalação. O desempenho da rede aborda a taxa de transferência, os tempos de resposta da rede, as taxas de perda de pacotes, a utilização do link, a porcentagem de utilização, as taxas de erro e assim por diante.
Essas informações são geralmente coletadas por meio da implementação de um sistema de gerenciamento SNMP, seja monitorado ativamente ou configurado para alertar os administradores quando o desempenho estiver acima ou abaixo dos limites predefinidos. Monitorar ativamente o desempenho atual da rede é uma etapa importante na identificação de problemas antes que eles ocorram, como parte de uma estratégia proativa de gerenciamento de rede. Ao coletar e analisar dados de desempenho, a saúde da rede pode ser monitorada. As tendências podem indicar problemas de capacidade ou confiabilidade antes que afetem os serviços. Além disso, os limiares de desempenho podem ser definidos para acionar um alarme. O alarme seria tratado pelo processo normal de gerenciamento de falhas (veja acima). Os alarmes variam dependendo da severidade do problema. Tivoli Netcool/Proviso da IBM, CA Performance Management da CA Technologies, Telcomanager SLAview, opEvents da Opmantek e SolarWinds são alguns dos produtos utilizados para monitoramento de desempenho.

## Gerenciamento de segurança
O gerenciamento de segurança é o processo de controle de acesso aos ativos na rede. A segurança dos dados pode ser alcançada principalmente com autenticação e criptografia. Autorização para ele configurada com configurações de controle de acesso de SO e DBMS.
O gerenciamento de segurança não se preocupa apenas em garantir que um ambiente de rede seja seguro, mas também com que as informações relacionadas à segurança coletadas sejam analisadas regularmente. As funções de gerenciamento de segurança incluem o gerenciamento de autenticação, autorização e auditoria de rede, de forma que usuários internos e externos tenham acesso apenas aos recursos de rede apropriados. Outras tarefas comuns incluem a configuração e gerenciamento de firewalls de rede, sistemas de detecção de intrusão (IDS) e políticas de segurança (como listas de acesso). Os elementos de rede mantêm arquivos de log, para serem examinados durante uma auditoria de segurança. Muitos elementos da rede produzem um alarme de segurança quando existe suspeita de violação de segurança. Isso será monitorado junto com todos os outros alarmes do gerenciamento de falhas. Os técnicos em um centro de operações de rede serão alertados imediatamente e tomarão as medidas apropriadas.